# Kanton Naarden
Het kanton Naarden was een kanton van het Franse Zuiderzeedepartement. Kanton Naarden maakte deel uit van het arrondissement Amsterdam.

## Gemeenten
Het kanton Naarden omvatte de volgende gemeenten:
- Naarden
- Laren
- Muiden
- Huizen